# Victoria Spivey
Victoria Regina Spivey (Houston, 15 oktober 1906 - New York, 3 oktober 1976) was een Amerikaanse bluesmuzikante (zang, piano) en componiste.

## Biografie
Spiveys vader had een band in Houston. Al zeer vroeg speelde ze piano op feesten, spoedig ook in bars en clubs, zo nu en dan met bekende bluesgrootheden als Blind Lemon Jefferson. In 1926 ging ze naar St. Louis, waar ze met Black Snake Blues haar eerste opname maakte. Er volgden verdere hits, waarbij ze door sterren als Louis Armstrong, Lonnie Johnson en Henry 'Red' Allen werd begeleid. In 1929 speelde ze Missy Rose in de musicalfilm Hallelujah (regie: King Vidor) en nam ze op met J.C. Higginbotham en George 'Pops' Foster. Tijdens de jaren 1930 en 1940 was ze succesvol als actrice en in toneelshows. Vaak trad ze samen op met haar echtgenoot, de vaudeville-danser Billy Adams.
In 1959 trok ze zich terug van het podium en leidde ze een kerkkoor. In het zog van de bluesrevival van de jaren 1960 had ze een comeback. Met Len Kunstadt richtte ze Spivey Records op. Ze maakte opnamen met haar vriendinnen Sippie Wallace, Lucille Hegamin en Hannah Sylvester, maar ook met jonge artiesten als Luther Johnson, Sugar Blue en Bob Dylan. In 1973 trad ze op met Roosevelt Sykes tijdens het Ann Arbor Blues & Jazz Festival.

## Overlijden
Victoria Spivey overleed in oktober 1976 op bijna 70-jarige leeftijd.

## Discografie
- 1961: Woman Blues! (Bluesville/Original Blues Classics)
- 1961: Songs We Taught Your Mother met Lucille Hegamin en Alberta Hunter (Original Blues Classics)
- 1962: Victoria Spivey and Her Blues (Spivey Records)
- 1962: A Basket of Blues (Spivey Records)
- 1963: Three Kings and the Queen (Spivey Records)
- 1965: The Queen and Her Knights (Spivey Records)
- 1965: Spivey's Blues Parade (Spivey Records)
- 1972: Victoria Spivey and Her Blues, Vol. 2 (Spivey Records)
- 1990: Victoria Spivey & the Easy Riders Jazz Band (GHB Records)
- 1995: American Folk Blues Festival: 1962-1965 met Big Joe Williams, Lonnie Johnson, Otis Spann, Willie Dixon, Matt 'Guitar' Murphy, Memphis Slim (Evidence Records)
- 1996: Grind it ! The Ann Arbor Blues Festival Vol.3 met Roosvelt Sykes (Sequel)
- 2000: Complete Recorded Works, Vol. 1 (1926-1927) (Document Records)
- 2000: Complete Recorded Works, Vol. 2 (1927-1929) (Document Records)
- 2000: Complete Recorded Works, Vol. 3 (1929-1936) (Document Records)
- 2000: Complete Recorded Works, Vol. 4 (1936-1937)  (Document Records)
- 2001: The Essential (Classic Blues)
- 2003: Queen Victoria 1927 - 1937 (EPM Records)
- 2004: The Legend Ida Cox Victoria Spivey (Saar)
- 2006: Dope Head Blues Ad (Blues Images)
- 2006: Idle Hours met Lonnie Johnson (Obc)
- ????: Blues Is Life  (Folkways Records)

- Bibsys: 6046234
- Biblioteca Nacional de España: XX5485489
- Bibliothèque nationale de France: cb13927404q (data)
- Gemeinsame Normdatei: 134527194
- International Standard Name Identifier: 0000 0000 6655 9297
- Library of Congress Control Number: n85376797
- MusicBrainz: 0b9f1797-12ca-4db4-8e0d-d9dc2b90a3da
- Nationale bibliotheek van Australië: 36015478
- Nationale Bibliotheek van Israël: 987007421418405171
- Réseau des bibliothèques de Suisse occidentale: 02-A008649416
- Istituto Centrale per il Catalogo Unico: UBOV904067
- SNAC: w6sj287p
- Trove: 1186394
- Virtual International Authority File: 94114578
- WorldCat: E39PBJhhkWckch4bYM7gm9jHmd